# Miss Univers 1975
Miss Univers 1975, est la 24e élection de Miss Univers, qui s'est déroulée au Salvador au National Gymnasium, le 19 juillet 1975, la finlandaise Anne Marie Pohtamo succède à Amparo Muñoz Miss Univers 1974.

## Résultats

### Classements
| Résultats         | Candidates |
| ----------------- | --- |
| Miss Univers 1975 | - Finlande - Anne Marie Pohtamo |
| 1re dauphine      | - Haïti - Gerthie David |
| 2e dauphine       | - États-Unis - Summer Bartholomew |
| 3e dauphine       | - Suède - Catharina Sjödahl |
| 4e dauphine       | - Philippines - Rose Marie Singson Brosas |
| Top 12            | - Brésil - Ingrid Budag - Colombie - Martha Lucia Echeverry Trujillo - Salvador - Carmen Elena Figueroa - Angleterre - Vicki Harris - Irlande - Julie Ann Farnham - Israël - Orit Cooper - Japon - Sachiko Nakayama |

## Prix spéciaux
| Prix                      | Candidates                                                      |
| ------------------------- | --------------------------------------------------------------- |
| Meilleur costume national | - Guatemala - Emy Elivia Abascal                                |
| Miss Congénialité         | - Trinité-et-Tobago - Christine Mary Jackson                    |
| Miss Photogénique         | - Colombie - Martha Echeverry - États-Unis - Summer Bartholomew |

### Ordre d'annonce
| 1. Haïti 2. Finlande 3. Salvador 4. Colombie 5. Philippines 6. Angleterre 7. Japon 8. Israël 9. Irlande 10. Brésil 11. Suède 12. États-Unis | 1. Finlande 2. Haïti 3. États-Unis 4. Philippines 5. Suède |

## Juges
| - Maribel Arrieta Gálvez - Ernest Borgnine - Aline Griffith - Kiyoshi Hara - Jean-Claude Killy - Peter Lawford | - Max Lerner - Susan Strasberg - Leon Uris - Sarah Vaughan - Luz Marina Zuluaga |

## Participantes
| - Afrique du Sud - Gail Anthony - Allemagne - Sigrid Silke Klose - Angleterre - Vicki Harris - Argentine - Rosa Del Valle Santillan - Aruba - Martica Pamela Brown - Australie - Jennifer Matthews - Autriche - Rosemarie Holzschuh - Bahamas - Sonia Chipman - Belgique - Christine Delmelle - Belize - Lisa Longsworth - Bermudes - Donna Louise Wright - Bolivie - Jacqueline Gamarra Sckett - Brésil - Ingrid Budag - Canada - Sandra Margaret Emily Campbell - Chili - Raquel Argandoña - Colombie - Martha Lucia Echeverri Trujillo - Costa Rica - Maria De Los Angeles Picado Gonzalez - Curaçao - Jasmin Fraites - Danemark - Berit Fredriksen - Écosse - Mary Kirkwood - Équateur - Ana Maria Wray Salas - Espagne - Chelo Martin Lopez - États-Unis - Summer Robin Bartholomew - Finlande - Anne-Marie Pohtamo - France - Sophie Sonia Perin - Grèce - Afroditi Katsouli - Guam - Deborah Lizama Nacke - Guatemala - Emy Elivia Abascal - Haïti - Gerthie David - Hong Kong - Mary Cheung - Îles Vierges des États-Unis - Julia Florencia Wallace - Inde - Meenakshi Kurpad - Indonésie - Lydia Arlini Wahab - Irlande - Julie Ann Farnham - Islande - Helga Eldon Jonsdottir - Israël - Orit Cooper | - Italie - Diana Salvador - Jamaïque - Gillian Louise Annette King - Japon - Sachiko Nakayama - Corée du Sud - Seo Ji-hye - Liban - Souad Nakhoul - Liberia - Aurelia Sancho - Luxembourg - Marie Therese Manderschied - Malaisie - Alice Cheong - Malte - Frances Pace Ciantar - Maroc - Salhi Badia - Maurice - Nirmala Sohun - Mexique - Delia Servin Nieto - États fédérés de Micronésie - Elena Delunger Tomokane - Nouvelle-Zélande - Barbara Ann Kirkley - Nicaragua - Alda Maritza Sanchez - Panama - Anina Horta Torrijos - Paraguay - Susana Beatriz Vire Ferreira - Pays-Bas - Linda Adriana Snippe - Pays de Galles - Georgina Kerler - Pérou - Olga Lourdes Berninzon Devescovi - Philippines - Rose Marie Singson Brosas - Porto Rico - Lorell Del Carmen Carmona Juan - République dominicaine - Milvia Troncoso - Samoa américaines -Darlene Schwenke - Salvador - Carmen Elena Figueroa - Singapour - Sally Tan - Sri Lanka - Shyama Hirarnya Algama - Suède - Catharina Sjödahl - Suisse - Beatrice Aschwanden - Thaïlande - Wanlaya Thonawanik - Trinité-et-Tobago - Christine Mary Jackson - Turquie - Sezin Topcuoglu - Uruguay - Evelyn Rodriguez - Venezuela - Maritza Pineda Montoya - Yougoslavie - Lidija Vera Manić |

## Note sur le classement des pays
- 2e victoire pour la Finlande grâce au sacre d'Anne Marie Pohtamo, 23 ans après le sacre d'Armi Kuusela, Miss Univers 1952.
- Les États-Unis sont classés pour la 18e année consécutive.
- Les Philippines sont classées pour la 4e année consécutive.
- La Colombie est classée pour la 3e année consécutive.
- L'Angleterre et la Finlande sont classées pour la 2e année consécutive.
- Le retour du Brésil, d'Israël et du Japon, depuis leur dernier classement lors de l'élection de Miss Univers 1973.
- Le retour de la Suède, depuis son dernier classement lors de l'élection de Miss Univers 1970.
- Le retour de l'Irlande, depuis son dernier classement lors de l'élection de Miss Univers 1967.
- Le retour d'Haïti, depuis son dernier classement lors de l'élection de Miss Univers 1962.
- Le retour de Salvador, depuis son dernier classement lors de l'élection de Miss Univers 1955.